# Софулар (вилает Одрин)
Вижте пояснителната страница за други значения на Софулар.
Софулар (на турски: Menekşesofular) е село в Източна Тракия, Турция, околия Одрин, вилает Одрин.

## География
Селото се намира на севроизток от Одрин.

## История
В XIX век Софулар е българско село в Одринската кааза на Одринския вилает на Османската империя. Според „Етнография на вилаетите Адрианопол, Монастир и Салоника“, издадена в Константинопол в 1878 година и отразяваща статистиката на населението от 1873 година, Софулар (Sofoular) има 130 домакинства и 635 българи.
Според статистиката на професор Любомир Милетич в 1912 година в селото живеят 59 български екзархийски семейства или 299 души.
Българското население на Софулар се изселва след Междусъюзническата война в 1913 година.